# Buongiorno Italia (Canale 5)
Buongiorno Italia è stato un programma televisivo italiano di genere contenitore, andato in onda a partire dal 1981 su Canale 5, venendo sospeso nel 1984 e ripreso nella primavera 1987 fino all'anno seguente, sempre sulla medesima rete.
Nelle prime tre edizioni il programma è stato condotto da Marco Columbro ed Antonella Vianini, sostituiti nella stagione 1983-84 da Aba Cercato, già ideatrice della trasmissione. Per le edizioni 1987 e 1987-1988, la conduzione è stata invece affidata a Fiorella Pierobon.

## Il programma
Tra i primi programmi del mattino della televisione italiana, si trattava di un contenitore formato da servizi di attualità (curati, tra gli altri, da un'esordiente Cesara Buonamici), cultura e culinaria, sotto forma di rotocalco. La trasmissione debuttò il 5 ottobre 1981; in essa intervenivano spesso ospiti ricorrenti come Cesare Cadeo, Sylva Koscina, Ambrogio Fogar e Roberto Gervaso, mentre tra i collaboratori spiccava Maurizio Costanzo, che realizzava delle inchieste sui vizi degli italiani nelle città di provincia.
Tra gli autori della prima fase figuravano anche Roberto Tiraboschi e Antonello Governale. Il programma riprendeva la formula dello show statunitense Good Morning America, in onda dal 1975 sull'emittente ABC. All'interno delle prime edizioni della trasmissione, affidate a Marco Columbro e Antonella Vianini, successivamente sostituiti da Aba Cercato, andava in onda il quiz di Mike Bongiorno Bis, poi divenuto programma autonomo.
La trasmissione è stata chiusa il 15 giugno 1984 e poi ripresa dal 9 marzo 1987, come risposta alla partenza del palinsesto mattutino delle reti RAI e per offrire agli spettatori un'alternativa al programma di RaiUno Unomattina; il nuovo ciclo del programma, in onda dal lunedì al sabato dalle 7.00 alle 11.10, è stato condotto da Fiorella Pierobon, annunciatrice di Canale 5, e aveva al suo interno cartoni animati, soap opera statunitensi (General Hospital ed Aspettando il domani), interviste con ospiti e varie rubriche fisse. Tra queste quella di medicina curata da Aba Cercato intitolata Come stai?, poi Siamo fatti così con Cesare Cadeo, che documentava i cambiamenti del costume italiano, e Magazine curata da Antonella Vianini, che parlava di piante, animali e casa. Questa edizione del programma, in onda fino alla metà di giugno, ottenne uno share del 21-22 per cento dell'audience del mattino, pari a circa 300.000 spettatori.
La seconda edizione condotta dalla Pierobon partì il 21 settembre dello stesso anno, dalle 7.00 alle 9.30 (il sabato fino alle 10.30), con alcune novità: al suo interno viene inserito il contenitore di cartoni animati Caffelatte, e nella parte finale il talk show Parliamone condotto da Sylva Koscina, Ambrogio Fogar e Roberto Gervaso. Inoltre durante la settimana viene sviluppata un'inchiesta giornalistica su svariati temi, quali il rientro a scuola, come nasce un giornale femminile, l'università. Fiorella Pierobon si ritagliò anche un nuovo ruolo, quello di conduttrice delle News, con il compito di spiegare e approfondire i temi trattati nei servizi.
Con l'inizio del nuovo anno, il programma subì ulteriori modifiche: in apertura le news, cui seguivano i cartoni animati. Fu poi la volta di Ottoetrenta, una rubrica di dieci minuti composta da test, curiosità, interviste. Infine l'ultima parte della trasmissione prevedeva un dietro le quinte dei maggiori programmi delle tre reti Fininvest.
Come per tanti spettacoli degli anni ottanta, particolare attenzione era dedicata alla sigla; durante il primo ciclo la sigla fu il brano omonimo Buongiorno Italia, composto appositamente per la trasmissione e cantato da Bunny, pseudonimo di Urbano Miserocchi, cantante del gruppo "i Domodossola" con orchestra di Augusto Martelli, mentre per le edizioni condotte da Fiorella Pierobon era la stessa conduttrice ad occuparsene, cantando il brano È l'Italia. Nella stagione 1988/89, fu adottata una sigla strumentale composta da Ugo Serafini.